# Ловать (Красноярский край)
Ловать — деревня в Иланском районе Красноярского края. Входит в состав Карапсельского сельсовета.

## География
Деревня находится в восточной части края, в пределах Канско-Рыбинской котловины, при автодороге Р255, на расстоянии приблизительно 12 километров (по прямой) к западу от Иланского, административного центра района. Абсолютная высота — 355 метров над уровнем моря.
Климат
Климат характеризуется как резко континентальный, с продолжительной морозной зимой и коротким тёплым летом. Абсолютный максимум температуры воздуха составляет 38 °C; абсолютный минимум — −53 °C. Продолжительность безморозного периода составляет в среднем 95 дней. Среднегодовое количество атмосферных осадков составляет 422 мм, из которых большая часть выпадает в тёплый период (максимально в июле -августе).

## История
Основана в 1840 году. По данным 1926 года в деревне Ловать имелось 111 хозяйств и проживало 454 человека (215 мужчин и 239 женщин). Действовала школа I ступени. В национальном составе населения преобладали русские. В административном отношении входила в состав Карапсельского сельсовета Канского района Канского округа Сибирского края.

## Население
| 2010 |
| ---- |
| 163  |

Половой состав
По данным Всероссийской переписи населения 2010 года в гендерной структуре населения мужчины составляли 49,1 %, женщины — соответственно 50,9 %.
Национальный состав
Согласно результатам переписи 2002 года, в национальной структуре населения русские составляли 91 % из 151 чел.